# Lobesia virulenta
Lobesia virulenta is een vlinder uit de familie bladrollers (Tortricidae). De wetenschappelijke naam is voor het eerst geldig gepubliceerd in 1991 door Bae & Komai.
De soort komt voor in Europa.